# Olympische Winterspiele 1988/Teilnehmer (Bulgarien)
| Gelbes Symbol für Goldmedaillen mit stilisierten Olympischen Ringen | Graues Symbol für Silbermedaillen mit stilisierten Olympischen Ringen | Braundes Symbol für Bronzemedaillen mit stilisierten Olympischen Ringen |
| ------------------------------------------------------------------- | --------------------------------------------------------------------- | ----------------------------------------------------------------------- |
| —                                                                   | —                                                                     | —                                                                       |

Bulgarien nahm an den Olympischen Winterspielen 1988 im kanadischen Calgary mit einer Delegation von 26 Athleten in sieben Disziplinen teil, davon 24 Männer und 2 Frauen. Ein Medaillengewinn gelang keinem der Athleten.
Fahnenträger bei der Eröffnungsfeier war der Biathlet Wladimir Welitschkow.

## Teilnehmer nach Sportarten

### Biathlon
- Wassil Boschilow
10 km Sprint: 43. Platz (28:06,5 min)
20 km Einzel: 19. Platz (1:00:49,8 h)
4 × 7,5 km Staffel: 8. Platz (1:29:24,9 h)

- Christo Kowatschki
20 km Einzel: 55. Platz (1:06:15,6 h)

- Wladimir Welitschkow
10 km Sprint: 38. Platz (27:48,8 min)
20 km Einzel: 21. Platz (1:00:56,5 h)
4 × 7,5 km Staffel: 8. Platz (1:29:24,9 h)

- Krassimir Widenow
10 km Sprint: 29. Platz (27:31,1 min)
4 × 7,5 km Staffel: 8. Platz (1:29:24,9 h)

- Christo Wodenitscharow
10 km Sprint: 36. Platz (27:40,5 min)
20 km Einzel: 15. Platz (1:00:20,8 h)
4 × 7,5 km Staffel: 8. Platz (1:29:24,9 h)

### Bob
Männer, Zweier
- Zwetosar Wiktorow, Alexandar Simeonow (BUL-1)
22. Platz (4:01,17 min)

- Todor Todorow, Nikolai Botew (BUL-2)
32. Platz (4:04,81 min)

Männer, Vierer
- Zwetosar Wiktorow, Plamen Stamow, Nikolai Botew, Alexandar Simeonow (BUL-1)
24. Platz (3:53,66 min)

### Eiskunstlauf
Männer
- Bojko Alexiew
nicht für die Kür qualifiziert

Frauen
- Petja Gawasowa
nicht für die Kür qualifiziert

### Rennrodeln
Männer, Doppelsitzer
- Krassimir Kamenow & Mitko Batschew
18. Platz (1:40,577 min)

Frauen
- Simoneta Ratschewa
23. Platz (3:14,857 min)

### Ski Alpin
Männer
- Borislaw Dimitratschkow
Riesenslalom: Rennen nicht beendet
Slalom: 19. Platz (1:50,81 min)

- Petar Popangelow
Slalom: 16. Platz (1:46,34 min)

- Ljubomir Popow
Riesenslalom: Rennen nicht beendet
Slalom: 19. Platz (1:50,81 min)

- Stefan Schalamanow
Riesenslalom: Rennen nicht beendet
Slalom: 23. Platz (1:52,37 min)

### Skilanglauf
Männer
- Swetoslaw Atanassow
15 km klassisch: 49. Platz (46:43,0 min)
30 km klassisch: 28. Platz (1:31:15,7 h)
4 × 10 km Staffel: 12. Platz (1:49:27,9 h)

- Mano Ketenschiew
15 km klassisch: 64. Platz (48:54,7 min)
30 km klassisch: 48. Platz (1:34:57,0 h)
50 km Freistil: Rennen nicht beendet

- Todor Machow
15 km klassisch: 55. Platz (47:47,5 min)
30 km klassisch: 41. Platz (1:33:25,5 h)
50 km Freistil: Rennen nicht beendet
4 × 10 km Staffel: 12. Platz (1:49:27,9 h)

- Atanas Simittschiew
15 km klassisch: 67. Platz (49:53,6 min)
50 km Freistil: 40. Platz (2:17:02,4 h)
4 × 10 km Staffel: 12. Platz (1:49:27,9 h)

- Iwan Smilenow
30 km Freistil: 36. Platz (1:32:26,9 h)
4 × 10 km Staffel: 12. Platz (1:49:27,9 h)

### Skispringen
- Wladimir Brejtschew
Normalschanze: 53. Platz (159,7)
Großschanze: 46. Platz (147,5)

- Emil Sografski
Normalschanze: 40. Platz (171,2)
Großschanze: 40. Platz (161,0)